# جائزة إسباسا للمقال
جائزة إسباسا للمقال (بالإسبانية: Premio Espasa de Ensayo)‏ هي جائزة أدبية تُمنحها دار نشر إسباسا كالبي منذ عام 1984 عن نشر الأعمال الصحفية أو التأملية أو الشعبية الجماهيرية.